# Afro-Dite
Afro-Dite is een Zweedse popgroep bestaande uit drie popzangeressen. De groep bestaat uit Blossom Tainton, Gladys Del Pilar en Kayode Shekoni.

## Groepsleden
Blossom is al heel lang actief in de showbusiness. Ze zingt en danst, speelde in verschillende musicals en presenteerde shows voor de Zweedse televisieprogramma.
Gladys, geboren in Ecuador, kwam naar Zweden toen ze zeven jaar oud was. Ze werkte samen met Dr. Alban en Deniz Pop maar haar grote doorbraak was haar optreden in "Abba - the true story". In 1994 deed ze mee aan Melodifestivalen, de voorronde voor het Eurovisiesongfestival met een lied getiteld "Du är det vackraste jag vet". In 2004 deed ze nog eens mee aan Melodifestivalen met het lied Baby I Can’t Stop.
Kayo is niet alleen zangeres, maar ook actrice, televisiepresentatrice en model. In de jaren tachtig zong ze in de popgroep Freestyle. Ze nam in 2006 deel aan Melodifestivalen met het lied Innan natten är över
In 2007 kwam de groep weer bij elkaar met een nieuw album en een nieuwe single daarna werd het weer stil rond de groep.
In 2011 waren ze te zien op de Stockholm Pride 2011.

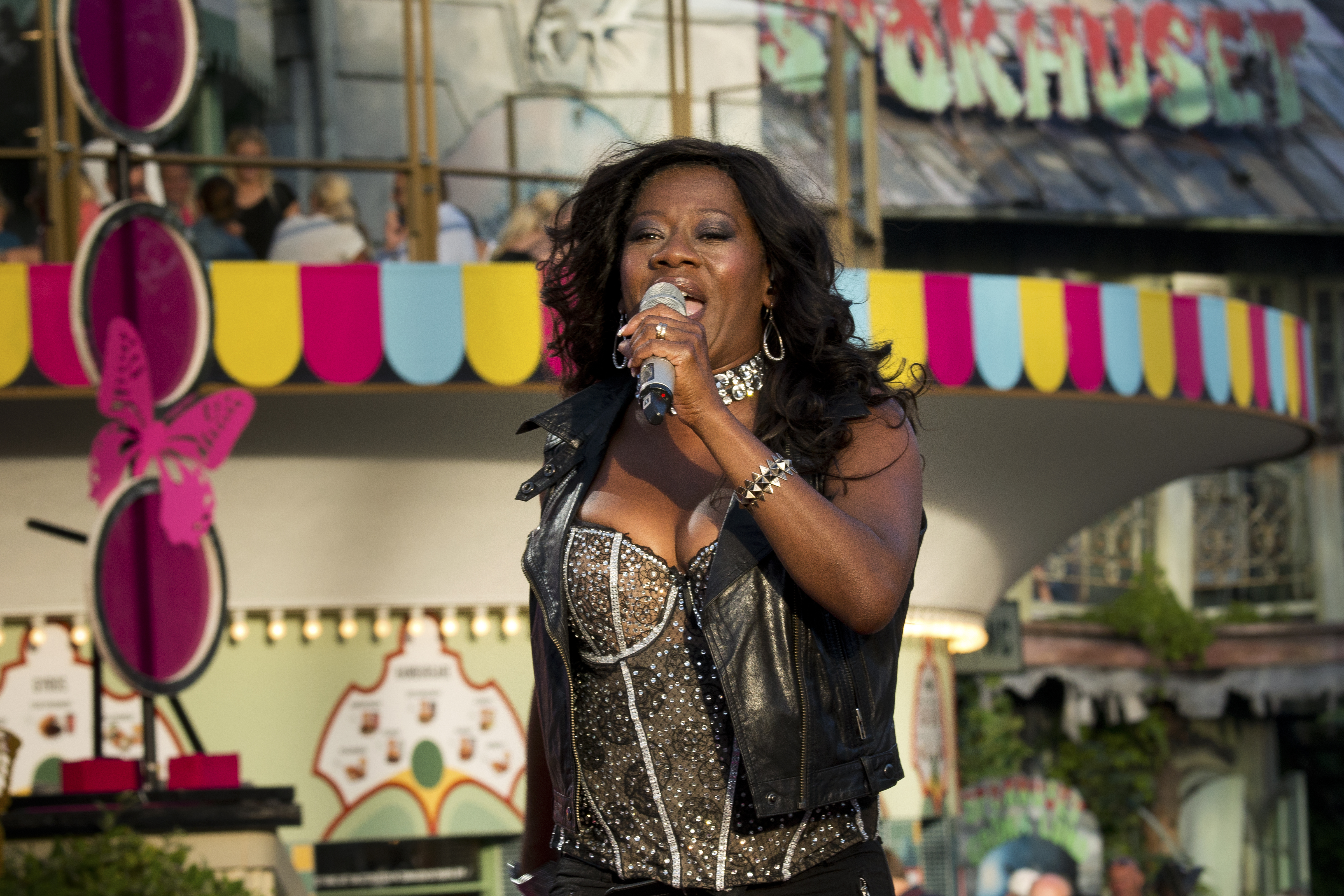
Gladys Del Pilar
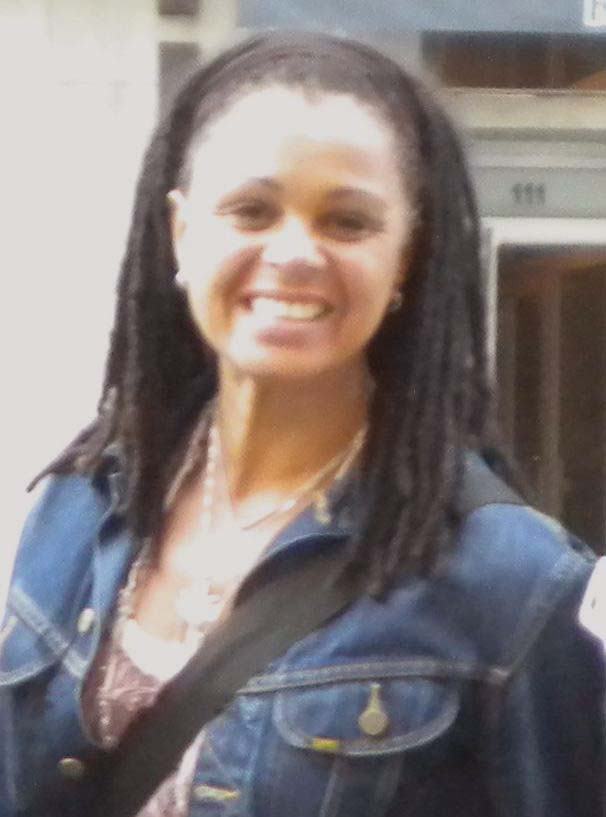
Blossom Tainton
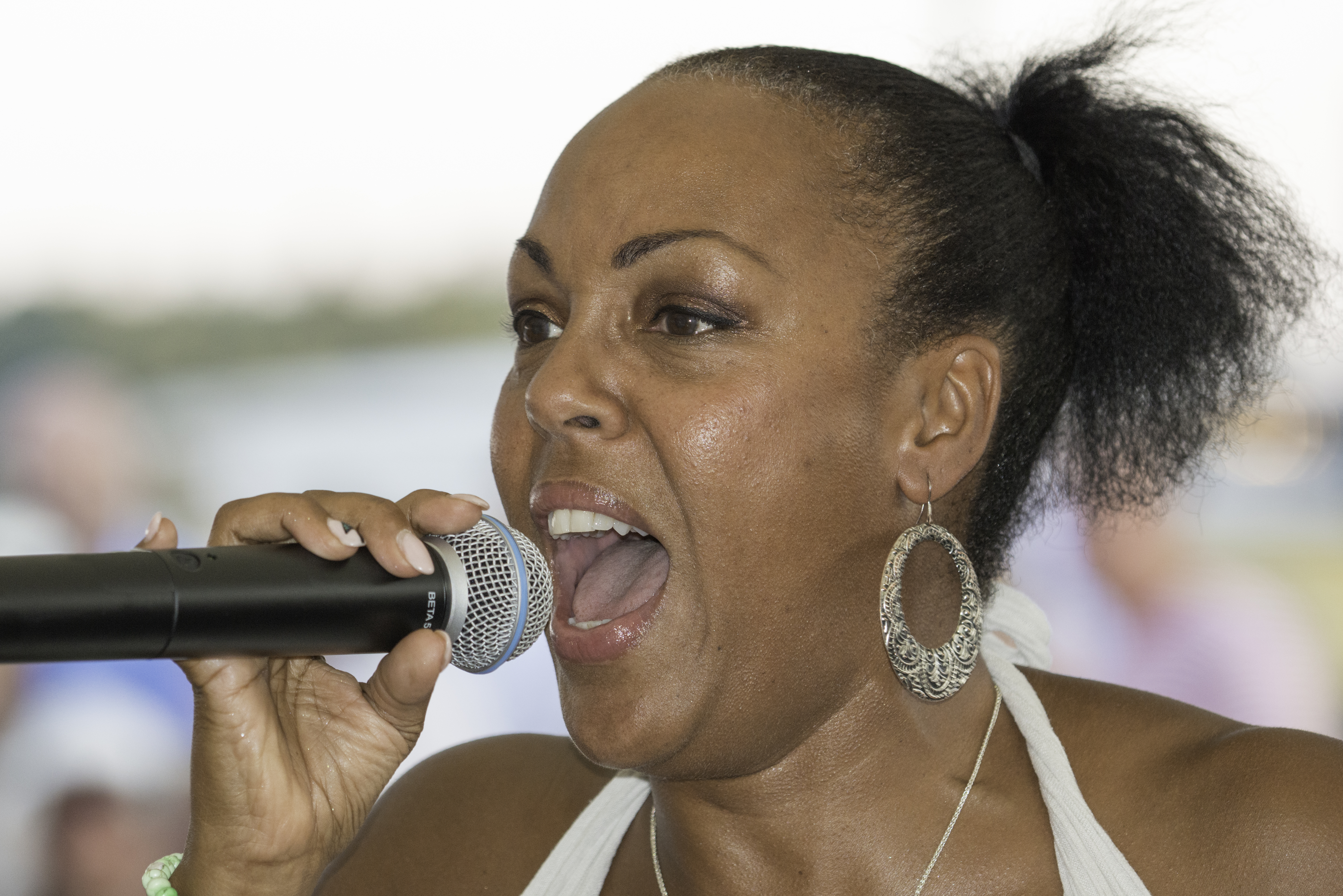
Kayo Shekoni

## Melodifestivalen
Afro-Dite ontstond in 2002; ze deden mee aan Melodifestivalen 2002 met het lied "Never let you go". Het lied was eigenlijk bedoeld voor de groep Alcazar maar die bedankten voor de eer. Deze wedstrijd wist het trio te winnen en mochten ze voor Zweden naar het Eurovisiesongfestival 2002. Op het songfestival in Tallinn werd Afro-Dite achtste. In 2003 volgde een tweede deelnamepoging, ditmaal voor het Eurovisiesongfestival 2003.
In 2012 deed de groep nogmaals mee aan Melodifestival. Ze eindigden als 5de in hun halve finale en waren dus niet gekwalificeerd voor de grote finale.
1958: Alice Babs · 
1959: Brita Borg · 
1960: Siw Malmkvist · 
1961: Lill-Babs · 
1962: Inger Berggren · 
1963: Monica Zetterlund · 
1965: Ingvar Wixell · 
1966: Lill Lindfors & Svante Thuresson · 
1967: Östen Warnerbring · 
1968: Claes-Göran Hederström · 
1969: Tommy Körberg · 
1971: Family Four · 
1972: Family Four · 
1973: Nova · 
1974: ABBA · 
1975: Lasse Berghagen · 
1977: Forbes · 
1978: Björn Skifs · 
1979: Ted Gärdestad · 
1980: Tomas Ledin · 
1981: Björn Skifs · 
1982: Chips · 
1983: Carola · 
1984: Herreys · 
1985: Kikki Danielsson · 
1986: Lasse Holm & Monica Törnell · 
1987: Lotta Engberg · 
1988: Tommy Körberg · 
1989: Tommy Nilsson · 
1990: Edin-Ådahl · 
1991: Carola · 
1992: Christer Björkman · 
1993: Arvingarna · 
1994: Marie Bergman & Roger Pontare · 
1995: Jan Johansen · 
1996: One More Time · 
1997: Blond · 
1998: Jill Johnson · 
1999: Charlotte Nilsson · 
2000: Roger Pontare · 
2001: Friends · 
2002: Afro-Dite · 
2003: Fame · 
2004: Lena Philipsson · 
2005: Martin Stenmarck · 
2006: Carola · 
2007: The Ark · 
2008: Charlotte Perrelli · 
2009: Malena Ernman · 
2010: Anna Bergendahl · 
2011: Eric Saade · 
2012: Loreen · 
2013: Robin Stjernberg · 
2014: Sanna Nielsen · 
2015: Måns Zelmerlöw · 
2016: Frans · 
2017: Robin Bengtsson · 
2018: Benjamin Ingrosso · 
2019: John Lundvik · 
2021: Tusse · 
2022: Cornelia Jakobs · 
2023: Loreen · 
2024: Marcus & Martinus · 
2025: KAJ